# Arcybiskupi Bostonu
Diecezja Boston powstała 8 kwietnia 1808 roku. Do rangi archidiecezji podniesiona 12 lipca 1875. Według stanu z 2012 roku posiada 1,9 mln wiernych.

## Biskupi i arcybiskupi Bostonu
1. Biskup Jean-Louis Lefebvre de Cheverus (1808-1823) mianowany biskupem Montauban, Francja
2. Biskup Benedict Joseph Fenwick SJ (1825-1846) zmarł
3. Biskup John Bernard Fitzpatrick (1846-1866) zmarł
4. Arcybiskup John Joseph Williams (1866-1907) zmarł
5. Kardynał William O’Connell (1907-1944) zmarł
6. Kardynał Richard Cushing (1944-1970) emerytowany
7. Kardynał Humberto Sousa Medeiros (1970-1983) zmarł
8. Kardynał Bernard Law (1984-2002) zrezygnował, mianowany archiprezbiterem Basilica di Santa Maria Maggiore w 2004
9. Kardynał Seán O’Malley OFMCap (2003-2024)
10. Arcybiskup Richard Henning (od 2024)

## Biskupi pomocniczy
1. John Brady (1891-1910) zmarł
2. Joseph Gaudentius Anderson (1909-1927) zmarł
3. John Bertram Peterson (1927-1932)  mianowany biskupem diecezjalnym Manchesteru w New Hampshire
4. Francis Spellman (1932-1939)  mianowany arcybiskupem metropolitą nowojorskim
5. Richard Cushing (1939–1944)  mianowany arcybiskupem metropolitą Bostonu
6. Louis Francis Kelleher (1945-1946) zmarł
7. John Joseph Wright (1947-1959)  mianowany biskupem diecezjalnym Worcester w Massachusetts
8. Eric Francis MacKenzie (1950-1969) zmarł
9. Thomas Francis Markham (1950-1952) zmarł
10. Jeremiah Francis Minihan (1954-1973) zmarł
11. Thomas Joseph Riley (1959-1976) emerytowany
12. Daniel Cronin (1968-1970)  mianowany biskupem diecezjalnym Fall River w Massachusetts
13. Lawrence Joseph Riley (1971-1990) emerytowany
14. Joseph Maguire (1971-1976) mianowany biskupem koadiutorem Springfield w Massachusetts
15. John Joseph Mulcahy (1974-1992) emerytowany
16. Joseph John Ruocco (1974-1980) zmarł
17. Thomas Daily (1974-1984) mianowany biskupem diecezjalnym Palm Beach na Florydzie
18. John D’Arcy (1974-1985) mianowany biskupem diecezjalnym Fort Wayne-South Bend w Indianie
19. Daniel Anthony Hart (1976-1995) mianowany biskupem diecezjalnym Norwich w
20. Alfred Hughes (1981-1993) mianowany biskupem diecezjalnym Baton Rouge w Luizjanie
21. Robert Banks (1985-1990) mianowany biskupem diecezjalnym Green Bay w Wisconsin
22. Roberto González Nieves OFM (1988-1995) mianowany biskupem koadiutorem Corpus Christi w Teksasie
23. John Richard McNamara (1992-1999) emerytowany
24. John Boles (1992-2006) emerytowany
25. John McCormack (1995-1998) mianowany biskupem diecezjalnym Manchesteru w New Hampshire
26. William Francis Murphy (1995–2001) mianowany biskupem diecezjalnym Rockville Centre w stanie Nowy Jork
27. Francis Irwin (1996-2009) emerytowany
28. Emilio Alluè SDB (1996-2010) emerytowany
29. Richard Malone (2000-2004) mianowany biskupem diecezjalnym Portland w Maine
30. Walter Edyvean (2001-2014) emerytowany
31. Richard Lennon (2001-2006) mianowany biskupem diecezjalnym Cleveland w Ohio
32. John Dooher (2006-2018) emerytowany
33. Robert Hennessey (2006-)
34. Arthur Kennedy (2010-2017) emerytowany
35. Peter Uglietto (2010-)
36. Robert Deeley (2012-2013) mianowany biskupem diecezjalnym Portland w Maine
37. Mark O’Connell (2016-)
38. Robert Reed (2016-)
39. Cristiano Borro Barbosa (2024-)